# Égo-histoire
L'égo-histoire (parfois orthographiée sans accent) définit une forme d'approche historiographique et de courant d'écriture historique à travers laquelle l'historien est censé analyser son propre parcours et ses méthodes de manière réflexive et distanciée.
Il s'agit pour l'historien français Pierre Nora, qui est à l'origine du terme en 1987, d'« éclairer sa propre histoire comme on ferait l'histoire d'un autre, à essayer d'appliquer à soi-même, chacun dans son style et avec les méthodes qui lui sont chères, le regard froid, englobant, explicatif qu'on a si souvent porté sur d'autres ».

## Origine du concept

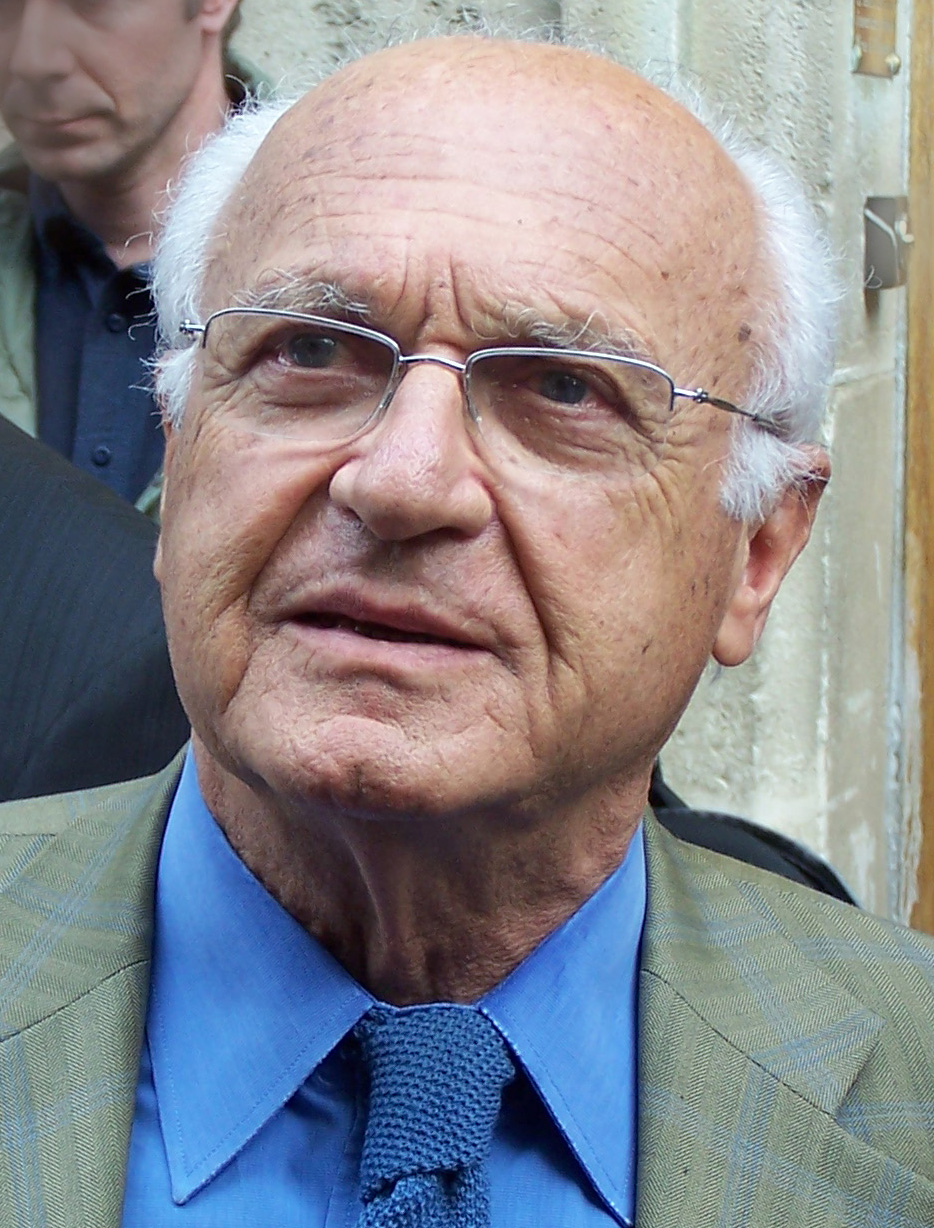
Pierre Nora (ici en 2011), initiateur du concept en 1987.

Durant les années 1980, Pierre Nora voit se dessiner ce qu'il appelle « un nouvel âge de la conscience historique » dans les publications de ses pairs depuis la fin des années 1970. 
Dans l'introduction de son ouvrage Essais d'ego-histoire, publié en 1987, il cite l'Historien du Dimanche (1980) de Philippe Ariès et Michel Winock comme le « prototype » d'un genre qu"il espère nouveau. Il s'agit d'un entretien à l'initiative de Michel Winock, qui interroge Philippe Ariès pour comprendre la singularité d'un historien peu académique, parvenu à des responsabilités scientifiques et à un poste académique par des voies détournées de celles du cursus traditionnel. Pierre Nora rappelle que Michel Winock s'est par lui-même prêté au jeu de la narration de soi en racontant deux années importantes pour lui dans La République se meurt en 1978. Pierre Nora montre aussi qu'ils ne sont pas les seuls à s'être aventurés aux frontières de la discipline historique. À ce titre, il cite Emmanuel Le Roy Ladurie et son Paris-Montpellier : PC-PSU, 1945-1963 publié en 1982, ou encore Pierre Goubert et l'introduction « Naissance d'un historien : hasards et racine » qu'il propose en préface de La France d'Ancien Régime en 1984 mais c'est surtout Mona Ozouf avec son chapitre « L'image dans le tapis » dans son livre L'École de la France en 1984 qui se rapproche le plus de la définition entrevue par Nora.

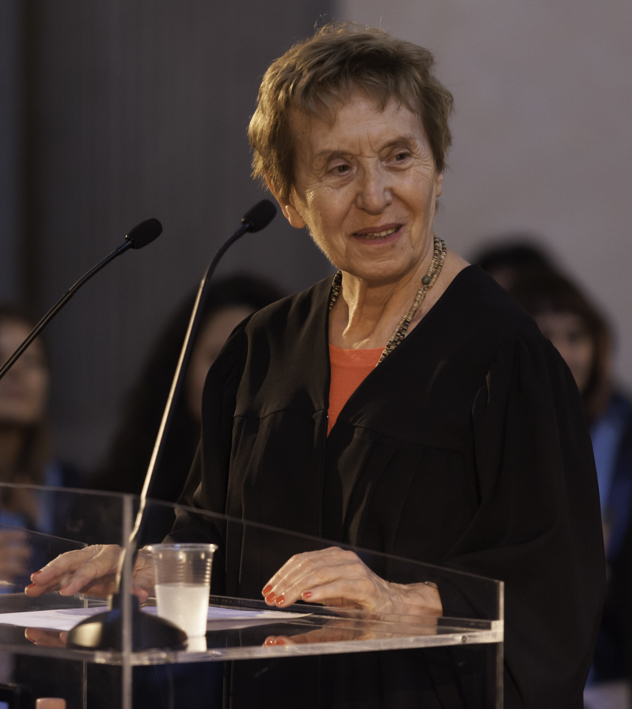
Michelle Perrot participe au projet d'égo-histoire de Pierre Nora, en 1987.

Pierre Nora donne aussi le contexte historiographique qui l'a amené au concept d'auto-histoire. Selon lui : 

« Il naît au croisement de deux grands mouvements : d'une part l'ébranlement des repères classiques de l'objectivité historique, d'autre part l'investissement du présent par le regard de l'historien. »

En effet, il explique que jusque-là l'historiographie méthodique et celle des Annales préconisaient la distance entre l'historien et son objet d'étude par l'« effacement devant son travail » et « une solide méfiance à l'égard d'une histoire contemporaine ». À cela s'ajoute la tradition française d'écriture en sciences humaines et surtout en sciences historiques qui veut que l'on rédige ses travaux sans jamais employer le « je ».   
En conséquence, Pierre Nora présente les essais réunis dans son ouvrage comme une expérience de laboratoire pour « contribuer à l'élaboration d'un nouveau genre : l'ego-histoire ». L'auto-histoire devient ainsi l'ego-histoire. Il déclare que l’exercice consiste à « expliquer, en historien, le lien entre l'histoire qu'on a faite et l'histoire qui vous a fait ». Pour se prêter à l’exercice, il demande à d'autres figures de l'historiographie connues du public par leurs œuvres pour assurer la représentativité de la discipline de participer à l'exercice : Maurice Agulhon, Pierre Chaunu, Georges Duby, Raoul Girardet, Jacques Le Goff, Michelle Perrot, et René Rémond. L'ouvrage est publié aux éditions Gallimard dans la collection Bibliothèque des histoires, que dirige Pierre Nora, en 1987. Georges Duby avait également écrit une autre version de son ego-histoire, recouvrée dans son fonds à l'IMEC et publiée en 2015.

## Réception et limites de l'exercice

### La rédaction
La rédaction des ego-histoires pose problème assez rapidement, du fait de son étrangeté pour la majorité des chercheurs de l'époque. Un certain nombre d'historiens sollicités par Pierre Nora n'arrive pas à se livrer pleinement à l'exercice ou à le finir, ainsi, beaucoup se récusent progressivement et abandonnent. Le cas le plus détaillé est sûrement celui Georges Duby. Connu pour la qualité de ses écrits et repris comme modèle par des historiens plus jeunes, il connaît malgré tout beaucoup de difficultés à finir l'ego-histoire rendue à Pierre Nora sous le titre « Le plaisir de l'histoire ». 
On trouve ainsi dans l'introduction de Duby à sa propre histoire cet avertissement : « Tout de suite, ce point capital : je ne raconte pas ma vie. Il est convenu que je n’exhiberai dans cette ego-histoire qu’une part de moi. L’ego-laborator, si l’on veut, ou bien l’ego-faber. Parce que je ne parle pas de peinture, par exemple, de théâtre ni de musique, parce que je ne dis rien de ceux que j’aime, il est bien évident qu’ici l’essentiel est tu. » Réticent d'abord, il se livre cependant une nouvelle fois à l'exercice en publiant en 1988 un nouvel ouvrage, L'Histoire continue.

### La critique
Dans la présentation des Essais d'ego-histoire, Pierre Nora réclame la responsabilité de l'initiative de l'entreprise et anticipe la réaction d'une telle publication. Il la défend sur le plan scientifique comme « une tentative de laboratoire » et comme « un mouvement de curiosité tout personnel et désintéressé ». 
L'historienne Arlette Farge, dans un article intitulé « L'histoire inquiète » paru en mars 1988 dans Le Débat se fait assez critique de l'ego-histoire. Si elle considère qu'il est assez nouveau que les historiens se racontent eux-mêmes, ces derniers étant plutôt, de par leurs méthodes, en retrait de leur objet, elle ne voit pas ce tournant autobiographique comme fondamentalement différent de la vague d'autobiographies qui se publient alors en France. Elle perçoit l'ego-histoire comme un moyen qu'ont les historiens, confrontés à un « sourd désarroi », de se rassurer, de justifier leur participation à l'entreprise scientifique, remuée entre autres par le structuralisme depuis les années 1960. François Dosse formule lui aussi une analyse critique semblable de l'ego-histoire dans un article publié dans le même numéro et intitulé « Une égoïstoire ? ».

## Diffusion de l'égo-histoire
En France, le diplôme d'habilitation à diriger des recherches (HDR), que tout maître de conférences doit soutenir afin de pouvoir devenir professeur des universités, demande un exercice souvent comparé à un écrit d'ego-histoire, consistant en un mémoire sur les recherches effectuées depuis l'élection à un poste après le doctorat. Cela doit prendre la forme d'une synthèse de son soi intellectuel et professionnel dans une institution où l'évaluation par les pairs et la renommée découlant de la diffusion de ses travaux ont pour conséquence d'établir un fort lien affectif et personnel avec le travail que l'on produit. 
Le genre a aussi fait des émules hors de France. L'historien américain Jeremy D. Popkin en a fait sa spécialité. De même, Françoise Thébaud et Paul Veyne s'y sont essayés. Enfin, la collection « Itinéraires », dirigée par Patrick Boucheron, pour les Publications de la Sorbonne, s'inscrit dans une approche qui se veut égo-historique.